# Eya Guezguez
Eya Guezguez (Transliteração em árabe: اية•قزقز, Masakin, 12 de março de 2005 – Costa marítima, 10 de abril de 2022) foi uma velejadora tunisina. Ela representou a Tunísia nos Jogos Olímpicos de Verão de 2020, realizados em Tóquio no Japão.

## Biografia
Eya Guezquez nasceu em Masakin, cidade localizada no nordeste da Tunísia no ano de 2005.  Treinou no clube de vela Club Nautique de la Marine Tunisienne, localizado no município de La Goulette.
No ano de 2021, participou dos Jogos Olímpicos de Verão de 2020, realizados em Tóquio, capital do Japão. Em parceria com sua irmã gêmea, Sarra Guezguez, fizeram sua estreia nas Olimpíadas na categoria 49er FX feminino onde conquistaram o vigésimo primeiro lugar para a Tunísia- com apenas dezesseis anos.

### Morte
Em um treino realizado num domingo na costa da Tunísia, na data de 10 de abril de 2022, o barco onde estavam Eya e Sarra naufragou devido a forte velocidade do vento. Eya não resistiu ao afogamento, tendo morrido aos dezessete anos de idade. Sua irmã, Sarra, que também estava na embarcação sobreviveu ao acidente. A veracidade da informação foi dada pelo Comité Olímpico Internacional (COI).